# Julien-Marie Durand
Pour les articles homonymes, voir Durand.
Julien Marie Durand, né le 20 janvier 1904 à Bélesta, en Ariège, et mort le 12 juin 1970 à Rieucros, en Ariège, est un prêtre catholique français qui a exercé ses fonctions dans l'est du département de l'Ariège. Il est connu pour ses travaux en archéologie préhistorique sur l'Holocène en Ariège. Il était membre de la Société préhistorique française.

## Biographie

### Curé de campagne
Julien Durand est l'ainé des six enfants d'Henri Paul Durand, ouvrier scieur, et d'Émilie Louise Richou, morte à 41 ans en 1919.
Après la mort de sa mère, il est placé comme apprenti-pâtissier à Toulouse. Après son service militaire à Lyon, il entre au séminaire de Changis (Seine-et-Marne), puis au grand séminaire de Mazères (Ariège). Il est ordonné prêtre en 1935. Il sera successivement curé de Montségur de 1936 à 1941, de Mijanès de 1941 à 1945, et enfin de Rieucros de 1945 jusqu'à sa mort.
Fait brièvement prisonnier en 1940, il s'évade avant la frontière allemande avec quatre autres compagnons d'infortune, et traverse la France à bicyclette pour rejoindre l'Ariège. En contact avec le maquis du Donezan, qu'il soutient depuis sa cure de Mijanès, il est arrêté et conduit à la villa Lauquié, siège de la Gestapo à Foix. Cette fois encore il s'évade, empruntant opportunément un vélo qui se trouvait là et qu'il rendra plus tard.

### Préhistorien
Près de Montségur, Julien Marie Durand fouille minutieusement le niveau prémoustérien de la grotte du Tuteil, dont il publie une description de l'industrie en quartzite, sans bifaces, avec l'abbé Henri Breuil.
Dans le chainon de la Bartefeuille et surplombant le Lasset, sur le territoire de la commune de Bénaix, il fouille de 1936 à 1942 le gisement préhistorique de la grotte de las Morts. Occupée en ses deux entrées opposées et présentant un habitat couvrant 200 m2 sur chaque station, elle a livré huit foyers s’échelonnant de 6500 à 2700 av. J.-C. Une sépulture d’enfant et une flute en os, objet assez rare dans les Pyrénées, ont été trouvées,.
En 1952, il découvre les fresques romanes de l'église semi-rupestre de Vals sous plusieurs couches de badigeon. Il fouille également à proximité de cette église classée monument historique en 1910.

## Collection
Les objets archéologiques provenant des fouilles de l'abbé Durand ont été déposés au musée d'Archéologie nationale, à Saint-Germain-en-Laye, au musée de l'Ariège au château de Foix et au musée de Vals, géré par l'association des Amis de Vals, fondée par l'abbé en 1962, et qui se présente sous forme d'un "bar-expo".

## Hommage
Un document de synthèse de ses recherches a été établi en 1988 par le Service géologique national.

## Publications

### Principale publication
Dans La Préhistoire de l'Ariège, du Néolithique I à la période de la Tène, ouvrage de 225 pages paru en 1968, illustré de photographies, de cartes, de coupes stratigraphiques, de graphiques et de relevés, l'abbé Durand a livré une vue d'ensemble de la préhistoire de l'est de l'Ariège, du Néolithique au premier Âge du fer inclus.
Il détaille avec précision et rigueur les résultats du gisement de la grotte de Las Morts, près de Montségur, sur la commune de Bénaix, où a été faite une fouille stratigraphique relevant minutieusement tout le « mobilier », envoyé ensuite au Musée des Antiquités nationales. Puis il liste les objets trouvés par ses prédécesseurs au XIXe siècle, époque où les recherches se préoccupaient peu de la datation, de l'environnement et du contexte des objets. Il les compare alors avec ceux trouvés à Las Morts et qu'il a pu dater, et avec ceux trouvés en stratigraphie au XXe siècle par des archéologues. Cette comparaison de formes et de types lui permet de proposer une vue d'ensemble des industries ariégeoises néolithiques.
Sont listées 105 stations ariégeoises allant du Néolithique au second âge du fer, certaines comprenant plusieurs sites, avec indication bibliographique des publications relatives. Est présent un répertoire alphabétique des objets trouvés en Ariège, avec indication de la fréquence, mention d'origine, localisation actuelle (musée ou collection particulière) et ses caractéristiques essentielles, avec reproduction dans la plupart des cas. Une bibliographie de 230 références donne l'essentiel des articles publiés jusqu'aux années 1960 en France, et partiellement à l'étranger, sur la préhistoire récente en Ariège.

### Sur la préhistoire en Ariège
- Le Néolithique des cavernes en Ariège, Las Morts. 1er congrès des Sociétés académiques et savantes, Toulouse, 1943.
- avec Henri Breuil, Le Prémoustérien du Tuteil (Ariège), bulletin de la Société préhistorique de l'Ariège, T. I, 1946, pp. 11 à 22.
- Notes sur le Néolithique Ariégeois, bulletin de la Société préhistorique de l'Ariège, T. I, 1946, pp. 82-84.
- Observations sur l'industrie préhistorique de Fontanet (Ariège), bulletin de la Société méridionale de spéléologie et de préhistoire de Toulouse, 1947, pp. 241-247.
- De quelques fossiles directeurs des industries holocènes, en Ariège, congrès des Sociétés académiques et savantes, Agen, 1948.
- Essai de classification d'industries holocènes, en Ariège, d'après les fossiles directeurs de Las Morts, bulletin de la Société méridionale de spéléologie et de préhistoire de Toulouse, 1950-1951, pp. 355-363.
- Contribution à l'étude de l'habitat et du retranchement pendant la période holocène en Ariège, 78e congrès des Sociétés savantes, Toulouse, 1953.
- Industrie de l'Age du Bronze du Tuteil (Montségur, Ariège), bulletin de la Société préhistorique de l'Ariège, T. II, 1956, pp. 89-94.
- La Préhistoire dans la Haute vallée de l'Hers - Las Morts, bulletin de la Société préhistorique de l'Ariège, T. XIII, 1958, 24 pages, 14 pi. 162
- Inventaire des objets de métal de l'Age du Bronze, découverts en Ariège, OGAM. T. XVI, 4-6, 1964, pp. 361-392, 4 pl., 1 carte, 1 tableau.
- La Préhistoire de l'Ariège, du Néolithique I à la période de la Tène, 1968, Société ariégeoise des sciences, lettres et arts, 24e volume, 225 pages, 71 pl., 9 cartes.

### Sur l'église Notre-Dame de Vals
L'abbé Julien Durand a également publié notes et plaquettes sur l'église semi-rupestre de Vals, dont :
- Les fresques romanes de Vals, dans Bulletin de la Société ariégeoise des sciences, lettres et arts, 19e volume, 1960-1961, p. 23-35
- L’église rupestre carolingienne de Vals (Ariège), dans Bulletin de la Société méridionale de spéléologie et de préhistoire, décembre 1962, p. 21-45